# Coleodactylus
Coleodactylus es un género de geckos de la familia Sphaerodactylidae. Se encuentran principalmente en el Brasil y norte de Sudamérica.

## Especies
Se reconocen las siguientes cinco especies:
- Coleodactylus brachystoma (Amaral, 1935)
- Coleodactylus elizae (Gonçalves, Torquato, Skuk & Araújo Sena, 2012)
- Coleodactylus meridionalis (Boulenger, 1888)
- Coleodactylus natalensis (Freire, 1999)
- Coleodactylus septentrionalis (Vanzolini, 1980)